# Любищицька сільська рада
Любищицька сільська́ ра́да (біл. Любішчыцкі сельсавет) — адміністративно-територіальна одиниця у складі Івацевицького району Берестейської області Білорусі. Адміністративний центр — село Любищиці.

## Склад
Населені пункти, що підпорядковувалися сільській раді станом на 2009 рік:
| Населений пункт | Тип    | Населення, осіб (2009) |
| --------------- | ------ | ---------------------- |
| Любищиці        | село   | 1157                   |
| Майськ          | селище | 328                    |
| Панки           | село   | 227                    |
| Плехово         | село   | 35                     |

## Населення
За переписом населення Білорусі 2009 року чисельність населення сільської ради становила 1747 осіб.

### Національність
Розподіл населення за рідною національністю за даними перепису 2009 року:
| Національність            | Осіб | Відсоток |
| ------------------------- | ---- | -------- |
| білоруси                  | 1640 | 93,88 %  |
| росіяни                   | 67   | 3,84 %   |
| українці                  | 30   | 1,72 %   |
| поляки                    | 5    | 0,29 %   |
| татари                    | 1    | 0,06 %   |
| чуваші                    | 1    | 0,06 %   |
| мордва                    | 1    | 0,06 %   |
| гагаузи                   | 1    | 0,06 %   |
| національність не вказана | 1    | 0,06 %   |
| Разом                     | 1747 | 100 %    |